# Paul Schmidt
Pour les articles homonymes, voir Schmidt et Paul Schmidt (homonymie).
 (avril 2021).
Si vous disposez d'ouvrages ou d'articles de référence ou si vous connaissez des sites web de qualité traitant du thème abordé ici, merci de compléter l'article en donnant les références utiles à sa vérifiabilité et en les liant à la section « Notes et références ».
Paul Schmidt, dit Kim, alias Dominique né le 22 septembre 1917 à Bayon (Meurthe-et-Moselle), mort le 30 juillet 1983 à Penvénan (Côtes-du-Nord), est un agent des services spéciaux de la France libre. Il organise les parachutages, et devient le chef national du Bureau des Opérations Aériennes. Il est compagnon de la Libération.

## Biographie

### Chasseur alpin
À la fin de ses études secondaires, en octobre 1937, Schmidt s’engage, à Metz, par devancement d'appel. Affecté au 6e bataillon de chasseurs alpins, il suit à Gap le peloton d’élèves sous-officiers de réserve. Nommé sergent en mars 1938, il est promu sergent-chef en avril 1940.
À la création de la Brigade de Haute Montagne, son bataillon est ramené à Saint-Martin-de-Bavel, au nord de Belley, dans l’Ain. Schmidt y côtoie Yvon Morandat, Jean Labaume, Jean Holley, Marcel Muzelle… Avec eux, il embarque pour la Norvège, sous les ordres du lieutenant André Lalande. Le 1er juin 1940, il est cité à l’ordre de la division.
De retour de Norvège, Schmidt participe à l'épisode du « réduit breton ». Le 6e BCA est évacué en Angleterre, à bord du ferry britannique Twickenham. Le 18 juin 1940, le bataillon cantonne au camp de Trentham Park (en).
Schmidt est l’un des trente-quatre chasseurs du 6e BCA qui décident de rester en Grande-Bretagne. Accusés de « désertion à l’étranger en temps de guerre et trahison », ils sont passibles de la peine de mort.
À Londres, après avoir été soigné pour de graves engelures, Schmidt s'engage le 1er juillet 1940 dans les Forces françaises libres (numéro 622). Affecté au bataillon de chasseurs de Camberley comme sergent-chef faisant fonction d'adjudant de compagnie, il forme notamment Daniel Cordier et François Briant. Quelques mois plus tard, volontaire pour effectuer des missions en France. il est appelé à Londres par Raymond Lagier, dit Bienvenüe, du Bureau central de renseignements et d'action (BCRA) et affecté à l’infanterie de l’air sous les ordres du lieutenant Vignes.

### BCRA
Au BCRA, Schmidt suit des stages et formations de parachutisme, de Lysander (il s'agit d'apprendre à les guider pour les atterrissages et décollages nocturnes clandestins), de S-Phone, de sabotage, d’organisateur d’opérations de parachutages. Il se lie d’amitié avec Jean Ayral (« PAL »), Fred Scamaroni, Michel Pichard (« PIC »), Jean-Pierre Deshayes (« ROD »), Raymond Fassin (« SIF »), Bruno Larat (« LUC » ), Jean Loncle (« NESTOR »), Daniel Cordier (« BIP W »), etc.
Après une longue attente durant laquelle il rencontre, sans savoir qui il est, Jean Moulin, Schmidt est parachuté le 3 juin 1942, près de Montluçon, en qualité d'officier de liaison - sous le nom de code de KIM ou de  « CRAB MAJOR ». Deux opérateurs radio l’accompagnent : Gérard Brault (KIM W, « CRAB MINOR »), et Jean Holley (« LEO W »). Ils sont réceptionnés par une équipe dirigée par Yvon Morandat (« LEO »). Sa mission : sous les ordres de Max (Jean Moulin), organiser des parachutages au profit des formations paramilitaires du mouvement Libération, instruire ces mêmes équipes et contribuer à des sabotages. Avec un petit groupe, s’étoffant peu à peu et constitué d’Anne-Marie Bauer, Françoise Foëx, Marguerite Lozier, Marcelle Hugonier, Marcel Muzelle, Claudius Four et Gérard Brault, Schmidt se met à la recherche de terrains.
Paul Schmidt obtient du couple André & Marguerite Moret à Lyon qu'il héberge Cordier, qui a été parachuté à la fin de juillet 1942 et est devenu le secrétaire de Jean Moulin.

### SOAM
En novembre 1942, à la création du SOAM (Service des Opérations Aériennes et Maritimes, qui deviendra plus tard COPA puis SAP), il se voit confier par Max, sous la responsabilité de Raymond Fassin (« SIF »), la charge des opérations aériennes dans les régions « R5 » (Limoges) et « R6 » (Clermont-Ferrand). En février 1943, il est cité à l’ordre des Forces Françaises Libres.

### B.O.A.
Le 15 mars 1943, KIM est envoyé à Paris pour épauler « PAL » (Jean Ayral), à qui il succède en mai comme chef national du Bureau des opérations aériennes (BOA). Il est  chargé de l'organisation de l’ensemble des parachutages en zone Nord, mais il garde aussi la responsabilité des blocs Centre et Ouest (soit 27 départements) qu’il doit parcourir pour recruter et mettre en place des « comités de réception ». Il recrute, comme agents « P2 », Annie Rospabé, Jeanne-Marie Rohr, Maurice Lemoine, Jean-Paul Jourdain, Marc Desnoyer de Bieville, Robert Marchand, Alfred Lambert, André Gagnon, Marianne Verger, Hélène Podliaski, Jean Sestillange, Alfred Bernard, Georges Reybel et Paule Bernard.
Dans la nuit du 12 au 13 septembre 1943, Schmidt regagne Londres par une opération de vol de triplé Lysander, à partir du terrain "Gide" à Rivarennes (Indre-et-Loire) avec son épouse Françoise Foëx,, qui est aussi sa secrétaire dans la Résistance. Il est affecté au service « opérations » du BCRA, puis à l’EMFFI (état-major des FFI).

### DGER
En octobre 1944, Schmidt revient en France pour s’occuper de la liquidation des réseaux, à la Direction Générale des Études et Recherches (DGER). Il est promu au grade de capitaine en juin 1945 puis démobilisé, à sa demande, en février 1946.

### Après-guerre
De retour à la vie civile, Schmidt exerce des fonctions de conseiller de gestion tout en restant un officier de réserve actif jusqu’en 1979, avant de se retirer à Penvénan, dans les Côtes-d'Armor.
Décédé le 30 juillet 1983, Paul Schmidt est inhumé dans le nouveau cimetière de Port-Blanc.

## Distinctions

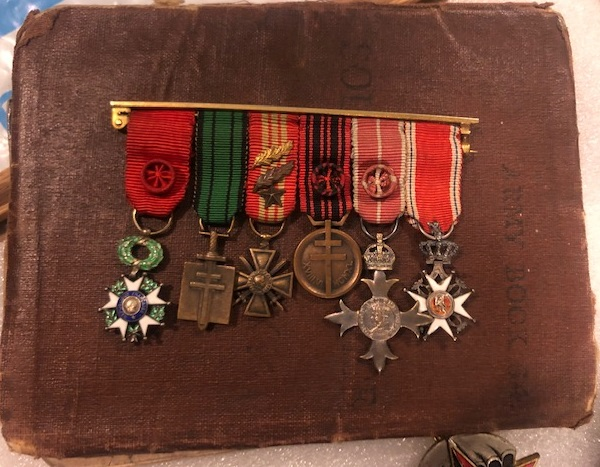
Barrette de décorations de Paul SCHMIDT

- Officier de la Légion d'honneur
- Compagnon de la Libération par décret du 24 mars 1945[6]
- Croix de guerre 1939–1945 (quatre citations)
- Médaille de la Résistance française avec rosette par décret du 31 mars 1947[7]
- Ordre de l'Empire britannique à titre civil (officier)
- Officier de l'ordre de Léopold (Belgique)
- Chevalier de l'ordre de Saint-Olaf (Norvège)
- Croix de guerre norvégienne
- Croix de guerre (Belgique)

## Hommage
La 135° promotion de l'École supérieure des officiers de réserve spécialistes d'état-major porte son nom. Un article est paru à leur sujet sur la page du CDEC.

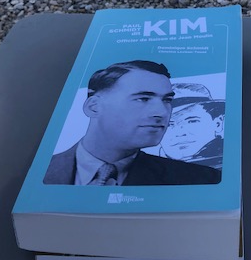
Fils de Kim (né en 1946), proviseur honoraire, Dominique Schmidt a tenté de décrire à partir de souvenirs, de témoignages et d'archives familiales et institutionnelles, l'action d'un "héros" très secret et de ces compagnons qui lui ont permis de mener à bien ses missions.

Un livre, écrit par son fils, est paru le 21 juillet 2022.

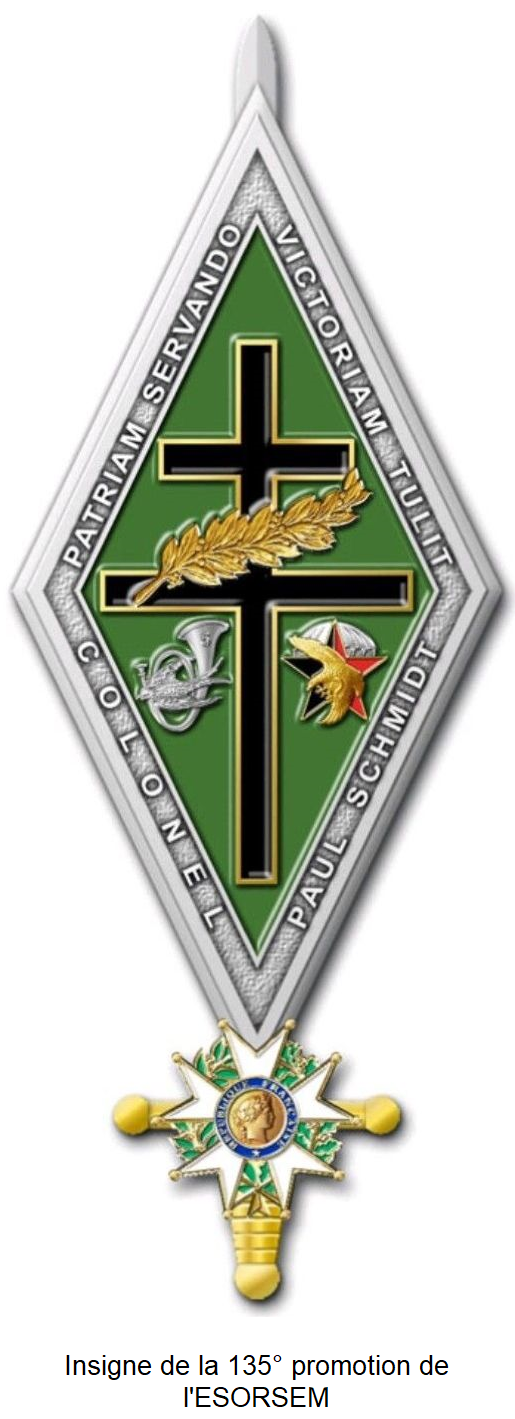

## Représentation dans un film
- Alias Caracalla, au cœur de la Résistance (téléfilm), réalisé par Alain Tasma en 2013, France 3, joué par Olivier Chantreau.